# Lavie Tidhar
Lavie Tidhar (hebreiska: לביא תדהר), född 1976, är en Israeliskfödd författare. Han har varit bosatt i Storbritannien och Sydafrika under längre tidsperioder. Han har även bott i Vanuatu och Laos.
Tidhar växte upp i en israelisk Kibbutz' gemenskapsatmosfär. Från 15 års ålder började han resa runt i världen och har infogat sina erfarenheter som resenär i flera av sina arbeten.

## Priser och ärebetygelser
- 2012 World Fantasy Award vinnare, Bästa roman, för Osama.[3][4]
- 2012 British Fantasy Award vinnare, Bästa kortroman, för  Gorel & The Pot-Bellied God.
- 2012 BSFA Award vinnare, Non-Fiction, för The World SF Blog.
- 2012 John W. Campbellpriset för bästa science fictionroman nominerad för Osama.
- 2012 Sidewise Award nominerad, Long Form, för Camera Obscura.
- 2012 BSFA Award nominerad, Bästa roman, för Osama.
- 2012 Kitschies Award nominerad, Bästa roman, för Osama.[5]
- 2011 World Fantasy Award nominerad, Special Award - Non Professional, for the World SF Blog.
- 2011 Sturgeon Award nominerad, Bästa novell, för "The Night Train".
- 2011 Airship Award nominee, Bästa roman, för Camera Obscura.
- 2011 Geffen Award nominerad, Bästa roman, för The Tel Aviv Dossier (med Nir Yaniv)
- 2010 Last Drink Bird Head Award vinnare, för the World SF Blog
- 2010 Geffen Award nominerad, Bästa roman, för Retzach Bidyoni (med Nir Yaniv)
- 2009 WSFA Small Press Award nominerad, Bästa novell, för "Hard Rain at the Fortean Cafe"
- 2006 Geffen Award nominerad, Bästa novell, för Poter Ta'alumot Be'chesed"
- 2003 års Clarke-Bradbury International Science Fiction Competition vinnare, för novellen "Temporal Spiders, Spatial Webs"